# Podotricha caucana
Podotricha caucana är en fjärilsart som beskrevs av Riley 1926. Podotricha caucana ingår i släktet Podotricha och familjen praktfjärilar. Inga underarter finns listade i Catalogue of Life.